# Degia diehli
Degia diehli is een vlinder uit de familie van de zakjesdragers (Psychidae). De wetenschappelijke naam van de soort is voor het eerst geldig gepubliceerd in 2009 door Thomas Sobczyk.
Het mannetje heeft een spanwijdte van 19 tot 21 millimeter en antennes van 3,5 millimeter. Het vrouwtje is groter met een spanwijdte van 26 tot 29 millimeter.
De soort is alleen bekend van Indonesië op Sumatra en Kalimantan.

## Type
- holotype: "male, 30.X.1997. leg. E.W. Diehl"
- instituut: ZSM, München, Duitsland
- typelocatie: "Indonesia, Sumatra Utara, Sungei Kopas II"[1]